# Résolution 373 du Conseil de sécurité des Nations unies
Membres permanents
- Chine
- États-Unis
- France
- Royaume-Uni
- URSS

Membres non permanents
- RSS de Biélorussie
- Cameroun
- Costa Rica
- Guyana
- Iraq
- Italie
- Japon
- Mauritanie
- Suède
- Tanzanie

Résolution no 372 Résolution no 374
La résolution 373 est une résolution du Conseil de sécurité de l'ONU votée le 18 août 1975 concernant Sao Tomé-et-Principe et qui recommande à l'Assemblée générale des Nations unies d'admettre ce pays comme nouveau membre.

## Contexte historique
L'île de São Tomé est découverte le jour de la saint Thomas, le 21 décembre 1471, par les navigateurs portugais João de Santarem et Pedro Escobar.
Au cours du XVe siècle, des colons portugais viennent s'y installer, amenant avec eux des esclaves qui travailleront dans les plantations de canne à sucre.
L'archipel acquiert son indépendance le 12 juillet 1975, avec le président Manuel Pinto da Costa qui installe alors un régime marxiste de parti unique.
À la suite de cette résolution ce pays est admis à l'ONU le 16 septembre 1975 ,

## Texte
- Résolution 373 sur fr.wikisource.org
- Résolution 373 sur en.wikisource.org